# Pável Chistiakov
Pável Petróvich Chistiakov (ruso: Па́вел Петро́вич Чистяко́в), (Óblast de Tver, 23 de juniojul./ 5 de julio de 1832greg.-Pushkin, 11 de noviembre de 1919), fue un pintor y profesor de arte ruso.
Chistiakov era proveniente de una familia humilde, pero su padre quería brindarle una buena educación, por lo que comenzó sus estudios primarios en una escuela itinerante de arte.
En 1849, Chistiakov ingresó a la Academia Imperial de las Artes de San Petersburgo, en donde fue alumno del profesor de arte Piotr Basin por más de 12 años. En 1862 se convirtió en un pensionado de la Academia de las Artes en París y Roma. Entre los años 1860 y 1864, Chistiakov impartió clases en la Escuela de Arte de Tavrícheskaya, y a partir de 1872, comenzó a impartir clases en una escuela de arte de San Petersburgo, en donde se desempeñó como profesor de arte hasta los últimos años de su vida.

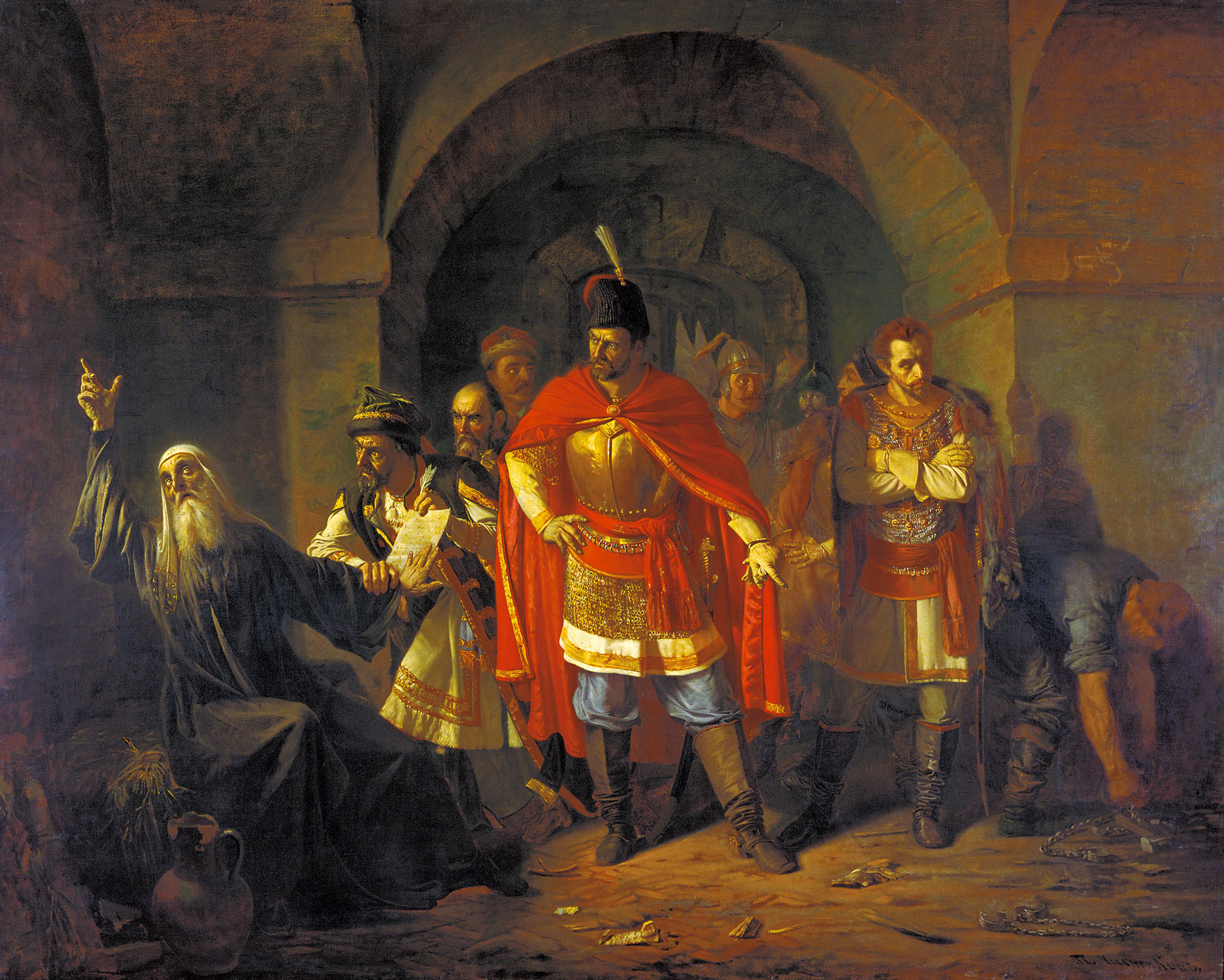
El Patriarca Hermógenes rechazando bendecir a los polacos. Pável Chistiakov. 1860

A lo largo de su vida como profesor de arte, tuvo alumnos muy sobresalientes entre ellos se encuentran Víktor Vasnetsov, Mijaíl Vrúbel, Vasili Polénov, Iliá Repin, Valentín Serov y Vasili Súrikov.
Chistiakov se desenvolvió en una lucha constante contra el sistema inerte del academicismo y jugó un papel muy importante en el desarrollo de realismo en el arte de Rusia de la segunda mitad del siglo XIX.